# Romans d'Isonzo
Romans d'Isonzo é uma comuna italiana da região do Friuli-Venezia Giulia, província de Gorizia, com cerca de 3.587 habitantes. Estende-se por uma área de 15 km², tendo uma densidade populacional de 239 hab/km². Faz fronteira com Gradisca d'Isonzo, Mariano del Friuli, Medea, San Vito al Torre (UD), Tapogliano (UD), Villesse.

## Demografia
| Variação demográfica do município entre 1861 e 2011                               |
|                                                                                   |
| Fonte: Istituto Nazionale di Statistica (ISTAT) - Elaboração gráfica da Wikipedia |